# Варде (комуна, Данія)
Варде (дан. Varde Kommune) — комуна (муніципалітет) у регіоні Південна Данія королівства Данія. Площа — 1 240 км². Адміністративний центр муніципалітету — місто Варде.

## Населення
2012 року населення муніципалітету становило 50 193 особи.